# John Baker (baseball)
Pour les articles homonymes, voir John Baker et Baker.
John David Baker (né le 20 janvier 1981 à Alameda, Californie, États-Unis) est un receveur de la Ligue majeure de baseball. 

## Carrière

### Marlins de la Floride
John Baker est drafté en quatrième ronde par les Athletics d'Oakland en 2002. Toujours joueur dans les ligues mineures, il est transféré aux Marlins de la Floride en retour du joueur de premier but des mineures Jason Stokes, le 30 mars 2007. Après avoir commencé la saison 2008 chez les Isotopes d'Albuquerque, le club-école de niveau AAA de l'équipe de Floride dans la Ligue de la côte du Pacifique, Baker est rappelé par les Marlins et débute finalement en Ligue majeure le 9 juillet. Il y termine la saison avec une moyenne au bâton de ,299 en 61 parties jouées, avec cinq coups de circuit et 32 points produits.
Baker est le receveur le plus utilisé par les Marlins au cours de la saison 2009 avec un total de 105 matchs derrière le marbre. Il affiche une moyenne au bâton de ,271 avec des sommets en carrière de 101 coups sûrs, 25 doubles, neuf circuits et 50 points produits en 112 parties jouées au total.
En 2010, il ne joue que 23 matchs pour la Floride en raison de blessures à l'avant-bras droit et au coude et sa remise en forme dans les ligues mineures se déroule mal. Il subit en septembre une opération de type Tommy John. Il ne dispute que 14 parties en 2011.

### Padres de San Diego
Le 22 novembre 2011, les Marlins échangent Baker aux Padres de San Diego en retour du lanceur Wade LeBlanc. Il maintient une moyenne au bâton de ,238 avec 14 points produits en 63 matchs pour les Padres en 2012. Il dispute 79 matchs sur deux années pour les Padres, quittant après la saison 2013.

### Cubs de Chicago
Baker rejoint les Cubs de Chicago pour la saison 2014. Le receveur réserviste dispute 68 matchs mais ne frappe que pour ,192 de moyenne au bâton.

### Mariners de Seattle
En janvier 2015, il signe un contrat des ligues mineures avec les Mariners de Seattle. Il ne joue que 17 matchs avec les Rainiers de Tacoma, club-école des Mariners, avant d'être libéré à la fin mai et de passer le reste de la saison sans contrat

## Statistiques
| Saison | Équipe  | G   | AB  | R  | H   | 2B | 3B | HR | RBI | SB | BA   |
| ------ | ------- | --- | --- | -- | --- | -- | -- | -- | --- | -- | ---- |
| 2008   | Floride | 61  | 197 | 32 | 59  | 14 | 0  | 5  | 32  | 0  | .299 |
| 2009   | Floride | 112 | 373 | 59 | 101 | 25 | 0  | 9  | 50  | 0  | .271 |
| 2010   | Foride  | 23  | 78  | 7  | 17  | 3  | 1  | 0  | 6   | 0  | .218 |
| Totaux | Totaux  | 196 | 648 | 98 | 177 | 42 | 1  | 14 | 88  | 0  | .273 |

Note : G = Matches joués ; AB = Passages au bâton; R = Points ; H = Coups sûrs ; 2B = Doubles ; 3B = Triples ; 
HR = Coup de circuit ; RBI = Points produits ; SB = Buts volés ; BA = Moyenne au bâton.